# 相模湾鳗潜鱼
相模湾鳗潜鱼（学名：Encheliophis sagamianus），又名佐上細潛魚、隱魚、密星隱魚，为隱魚科細潛魚屬下的一个种，分布於西北太平洋的日本及台灣海域，體長可達20公分，為深海底棲性魚類，屬肉食性，罕見。